# 所澤神明社
所澤神明社（ところさわしんめいしゃ）は、埼玉県所沢市宮本町にある神社である。所澤総鎮守であり「武蔵国（むさしのくに）のお伊勢さま」としても知られる。現在の御本殿・玉串門は明治35年（1902年）、幣殿・拝殿は昭和9年（1934年）に竣工したもので、関東有数の大規模な神明造の御社殿である。
6月第1日曜日に人形供養祭が行われる。登記上の宗教法人名称は神明社（しんめいしゃ）。

## 祭神
- 天照大御神（あまてらすおおみかみ）
- 倉稲魂大神（うかのみたまのみこと）
- 大物主大神（おおものぬしのおおかみ）

三柱の神様を総称して「神明さま」として祭祀。

## 由緒
日本武尊が東国平定の折にこの付近で休憩をした際、天照大御神に祈りを捧げたという伝説にちなんで祀ったとされている。文政9年（1826年）に起こった火災の為、記録資料等が全て焼失しそれ以前の詳細は不明である。同社の別当寺であった真言宗花光院が明治2年に廃寺となった後、明治5年（1872年）に所澤町の鎮守として村社に列し、大正3年（1914年）には、神饌幣帛料供進神社に指定される。
明治44年（1911年）4月に日本最初の飛行場として開設された所沢飛行場において、その初飛行のパイロットとなった徳川好敏が前日に関係者数名とともに正式参詣したことから、今日では特に飛行機と空の安全に関する祈願のために参拝客も訪れる。

## 摂社
- 蔵殿神社（くらどのじんじゃ） - 祭神は崇神天皇。所澤神明社の第一の摂社で、地主神とも伝えられている。階段中下、土蔵造りの小社殿。
- 鳥船神社（とりふねじんじゃ）- 祭神は鳥之石楠船神（とりのいわくすふねのかみ）。徳川好敏が日本初動力飛行を成功させた明治44年（1911年）から数えて100年を記念して、平成23年（2011年）10月に創建された[3]。人々の願いを鳥船に乗せて高天原に伝えてくれると言われている。神社前に折り紙の準備があり、願いが書かれた無数の折り鶴が神社周りに結ばれている。本殿西脇。例祭は、4月5日[3]。
- 稲荷社 - 祭神は豊受毘売神（とようけびめのかみ）。所澤神明社においては、本社が内宮、稲荷社が外宮という意味合いがあると考えられる。本殿西脇奥。

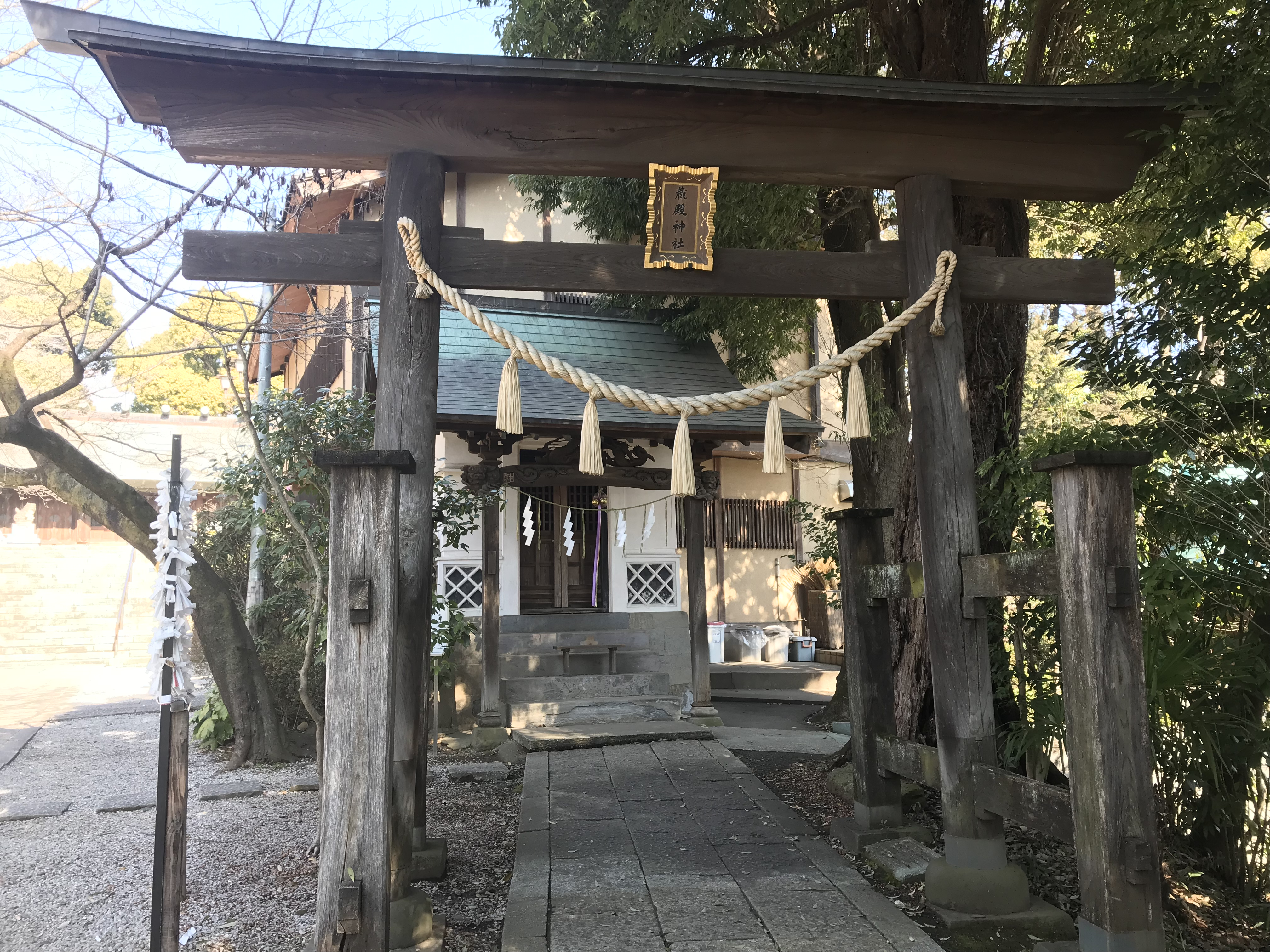
蔵殿神社
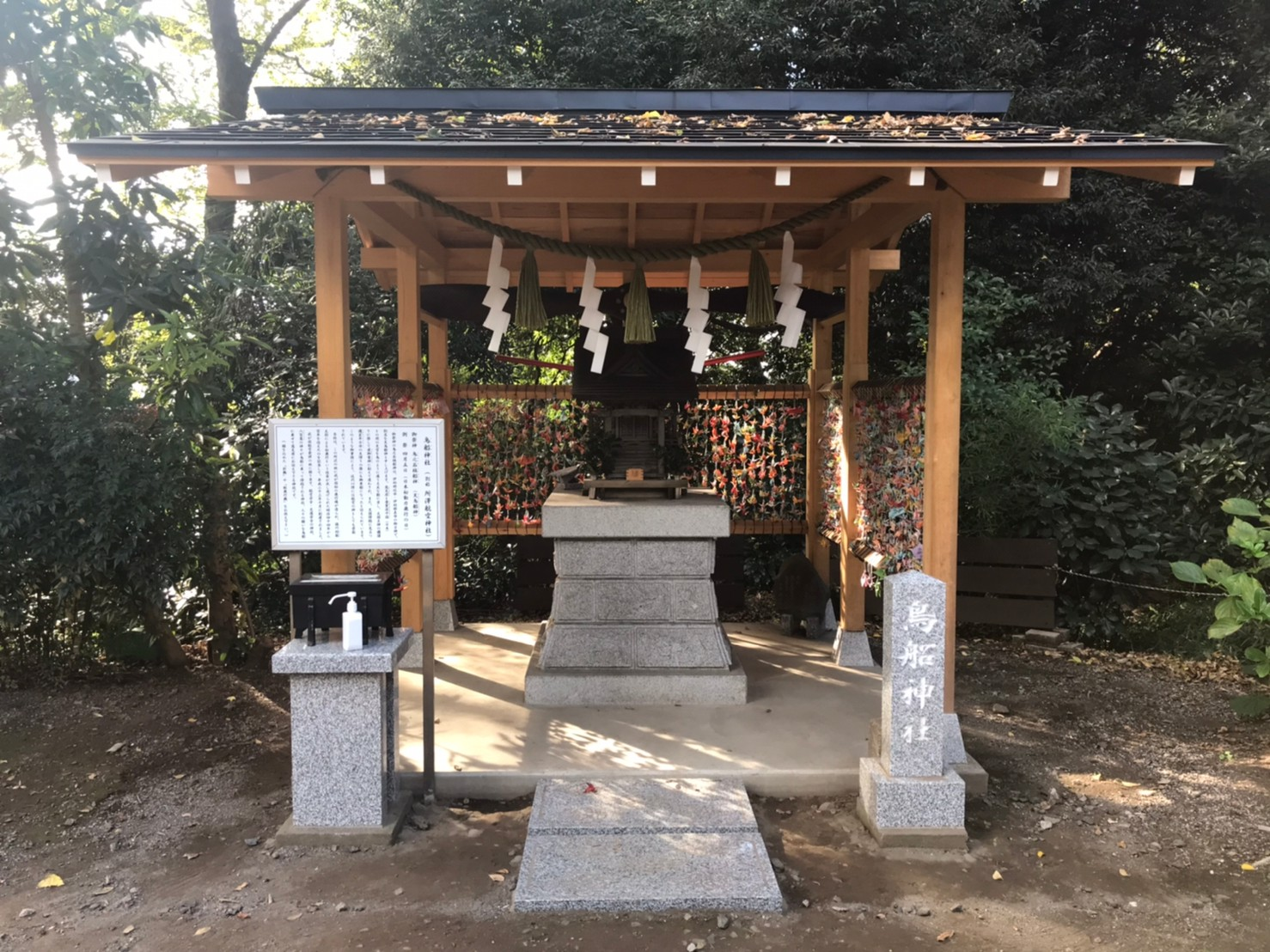
鳥船神社
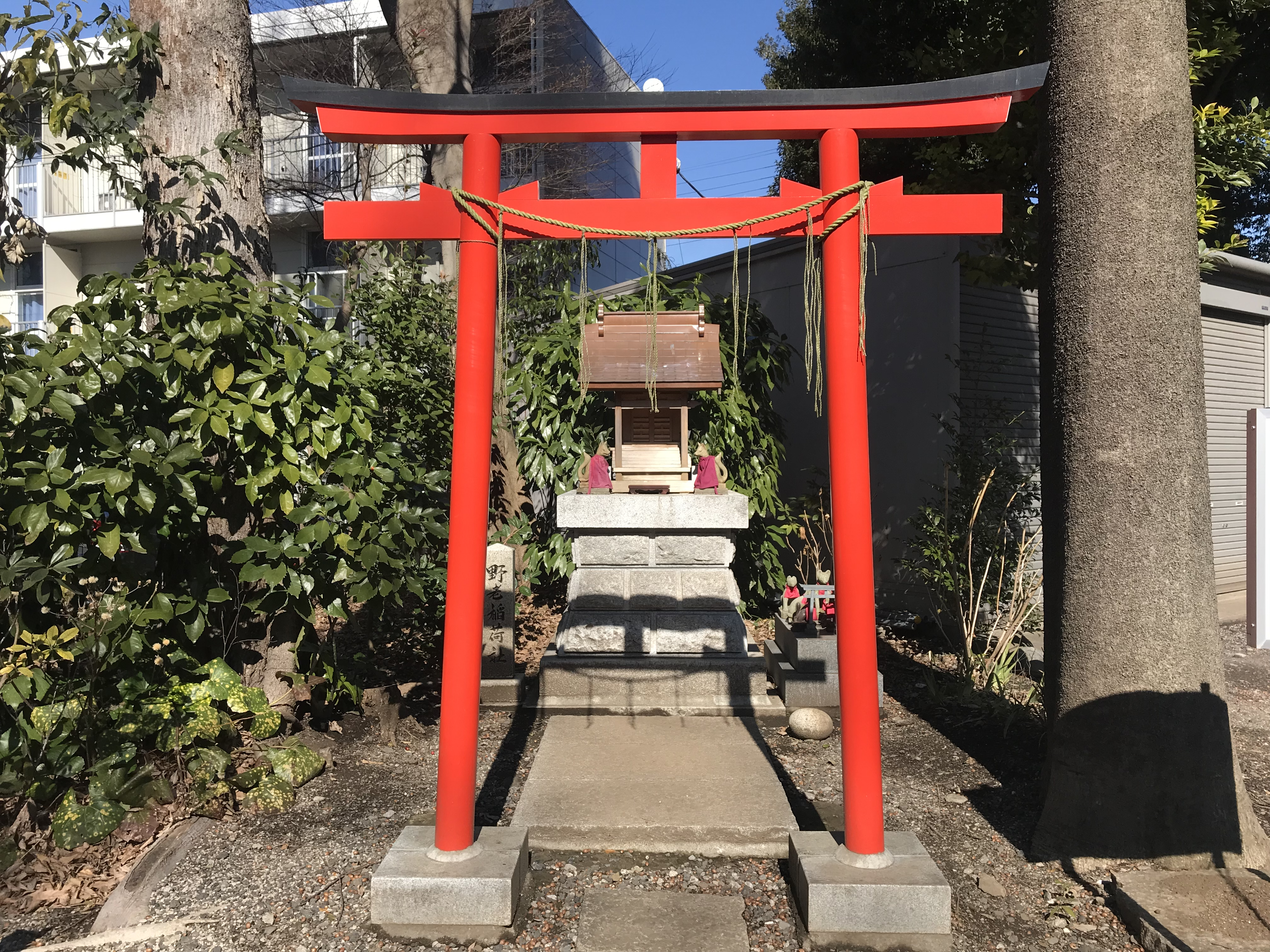
稲荷社

## 末社

### 本殿西脇の連祠
- 八雲神社（やくもじんじゃ） - 祭神は素戔嗚尊（すさのおのみこと）。 宝暦年間に所沢周辺で疫病が流行した際、薬王寺の和尚が鎮静を素戔嗚尊に祈ったところ霊験があり、その報賽として奉祀したことが起源。
- 天神社 - 祭神は菅原道真公。
- 琴平神社 - 祭神は大物主命（おおものぬしのみこと）。
- 水天宮 - 祭神は安徳天皇。

#### 病気平癒の神々
- 瘡守稲荷社（かさもりいなりしゃ） - 祭神は倉稲魂命（うかのみかたのみこと）。寛政9年（1797年）、所沢村内の小沢利八なる者が疱瘡を病み、倉稲魂命に平癒を祈ったところ霊験があり、瘡守稲荷と称して崇敬したのが起源。
- 大国主神社（おおくにぬしじんじゃ） - 祭神は大国主命。
- 煩宇斯神社（わずらいうしじんじゃ） - 祭神は煩宇斯命（わずらいうしのみこと）。

### 人形殿奥の連祠
- 阿夫利神社（あふりじんじゃ） - 祭神は大山祇神（おおやまつみのみこと）。
- 五龍神社（ごりゅうじんじゃ） - 祭神は高龗神（たかおかみのみこと）。
- 雷電社（らいでんしゃ） - 祭神は大電神（おおいかずちのみこと）。

慶應3年（1867年）に所澤神明社の隣に創立された阿夫利神社とその末社の五龍神社・雷電社が、明治22年（1889年）に神明社境内に遷され、神明社の末社となった。
- 戸隠神社（とがくしじんじゃ） - 祭神は手力雄命（たぢからおのみこと）。

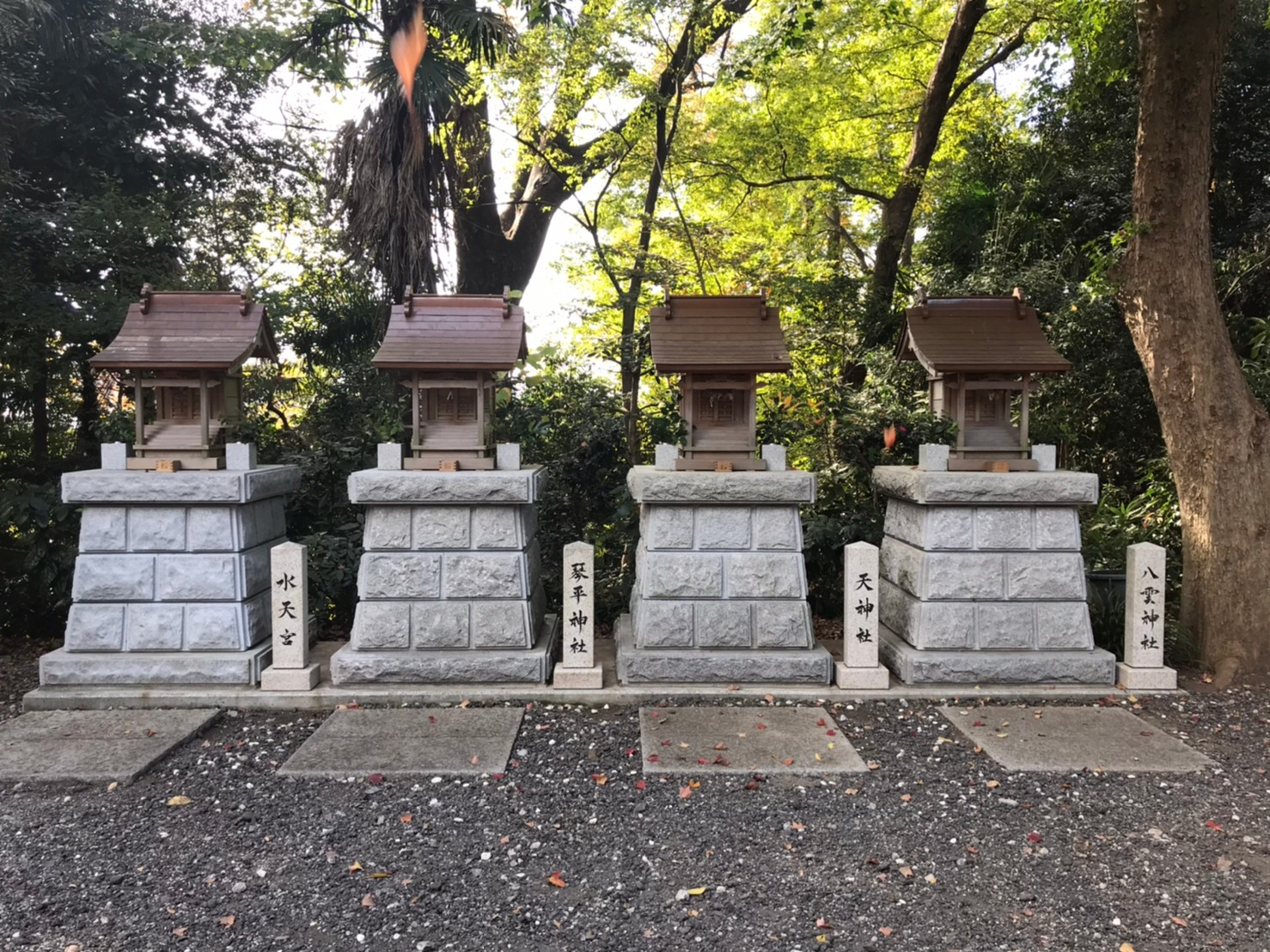
水天宮 琴平神社 天神社 八雲神社
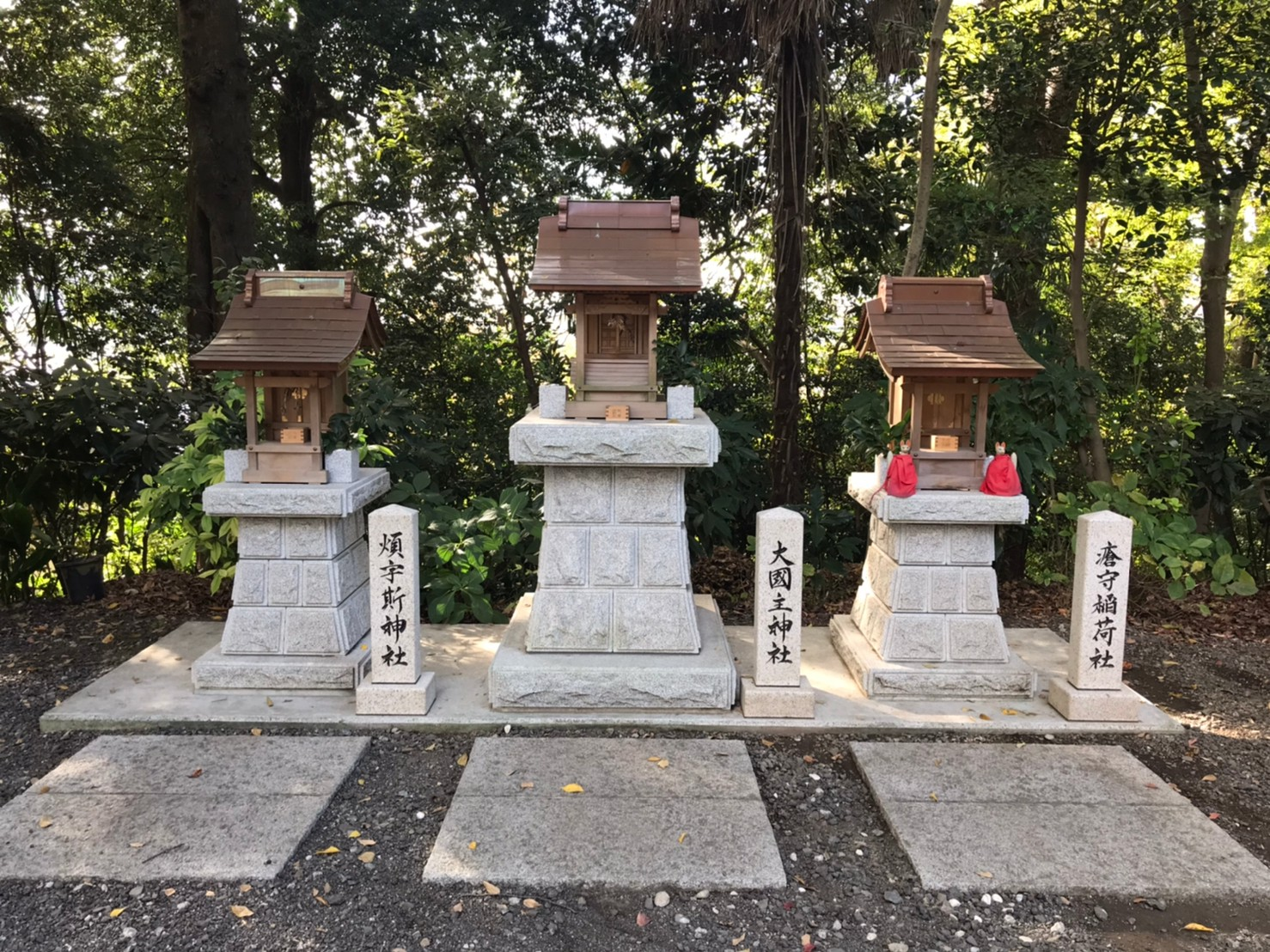
煩宇斯神社 大国主神社 瘡守稲荷社
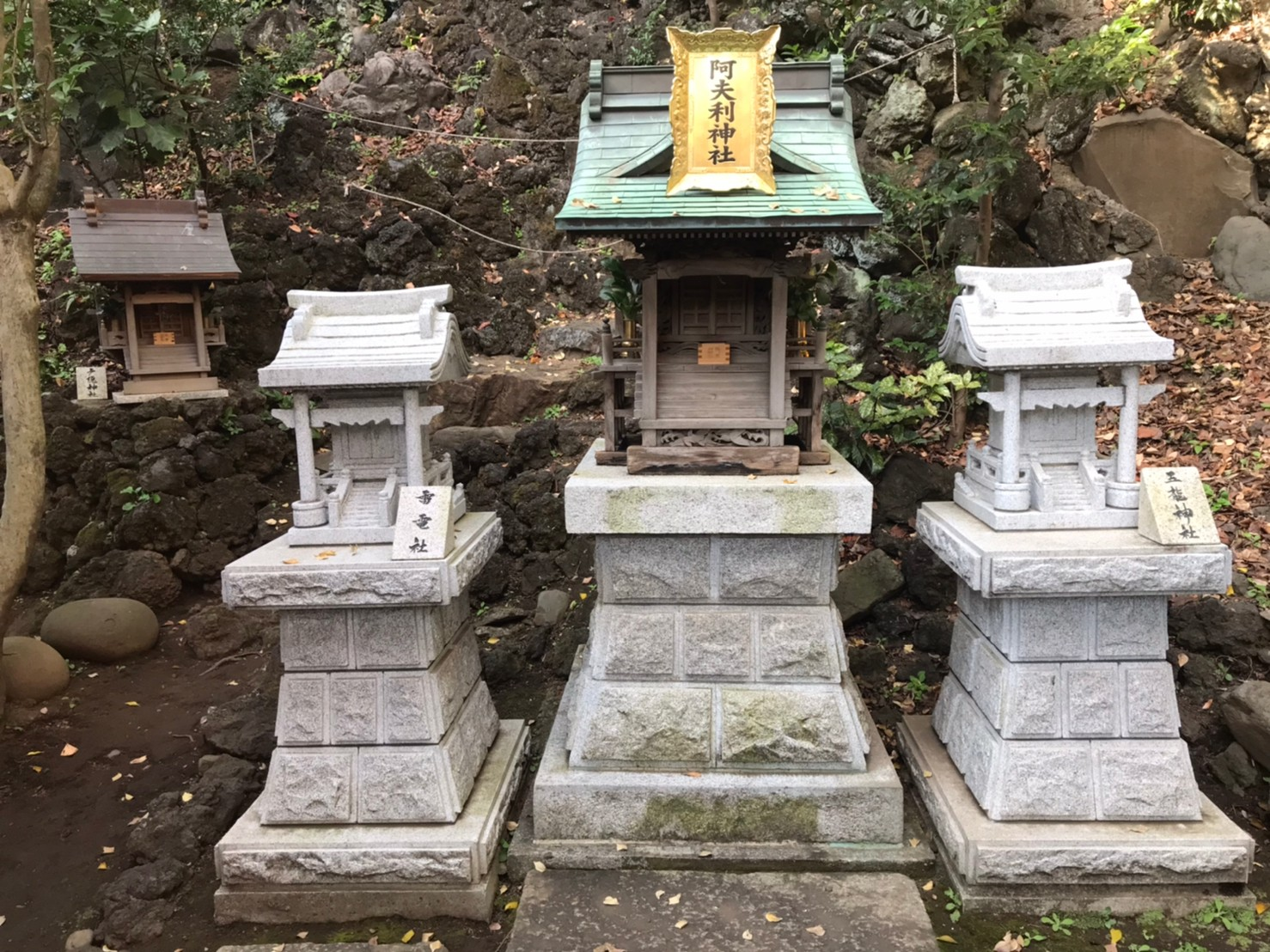
戸隠神社 雷電社 阿夫利神社 五龍神社

## 境内

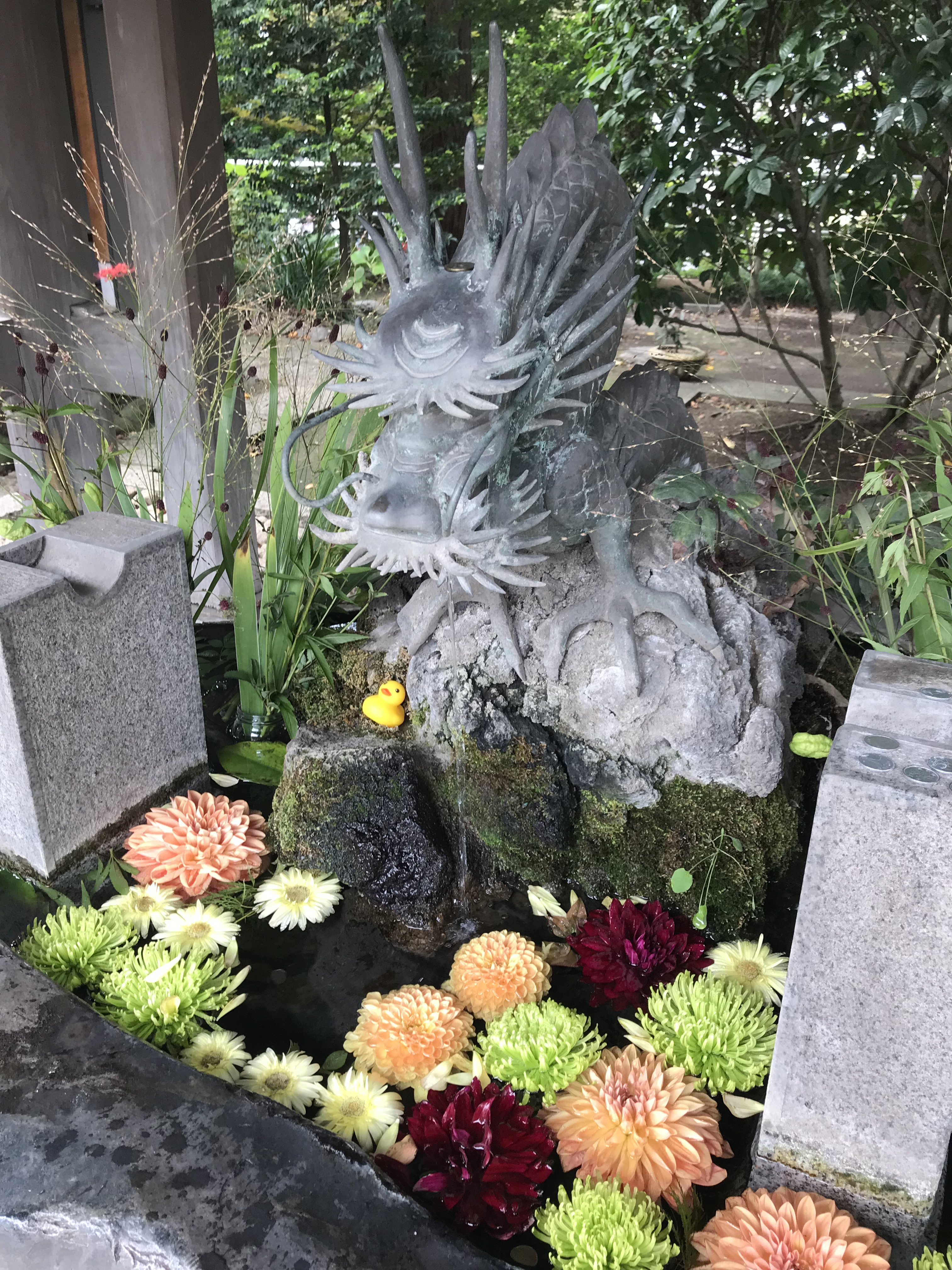
手水舎

小高い南向斜面の上に建つ所澤神明社は、神明社としては比較的規模の大きな神社で東・西・南三方に鳥居と参道があり本殿の北・西側は鎮守の杜となっている。総檜造りの現拝殿は1934年（昭和9年）3月造営されたもので、屋根には先端が水平に切られた千木の間に太い鰹木が並んでいる。
- 龍彫刻の手水舎 - 花が浮かべられていることもある。付近に神社由緒や祭神についての詳細が日本語と英語で書かれた説明板が立っている。
- 富士講の跡
- 大正天皇行幸記念碑
- 三ヶ島葭子の歌碑

### 境内合祀社
- 所澤招魂社 - 社務所東奥
- 人形殿 - 南正面参道階段下、駐車場奥、毎年6月の焚き上げまで人形はここに納められる。

## 主な祭事

### 節分祭
立春の前日2月3日に、新年を祝い除災幸福を願う祭事。神社に鬼はいないとの考え方から、氏子崇敬者や年男年女などによって「福は内」とだけ唱えて豆が撒かれる。

### 人形供養祭
長年子供の成長を見守り身代わりとなって災厄を引き受けてくれた人形（おひなさまや五月人形）を、感謝の気持ちを込めて供養する祭事。毎年6月第1日曜日に執り行われる。納められた人形は人形殿に奉斎され、月次供養祭で人形の魂は形代へ遷霊される。その後、形代が人形殿で鎮魂され、6月の人形供養祭でお焚き上げされる。近年、所沢や近隣の市町村にとどまらず、関東一円から膨大な数の人形が納められ、供養祭の規模が大きくなったため、現在は、環境への配慮から人形そのものを燃やすことはされていない。納められた人形は魂を抜いて祓い清められ、専門の業者に回収される。所沢市は特産品に人形や羽子板がある「人形の町」であり、昭和50年代から所沢人形協会が主催して人形のお焚き上げ行事が行われるようになったのが、この人形供養祭の始まりである。当社の人形供養は、感謝の思いに添った祭典で、除霊や呪いの類のお祓いではない。

### 夏越の大祓
当社では6月30日に執り行われる。前半年の心身の穢れや罪を形代に移し、「水無月の 夏越の祓する人は 千歳の命 延ぶというなり」という古歌を唱え、「蘇民将来」の故事に倣って、境内にある茅の輪を３回くぐり、心身清らかになって後半年を迎える。

### 七夕祭
所沢では、昔から月遅れで七夕を祝っているため、8月7日に催される。境内は笹竹や吹き流しで飾り付けられ、七夕祈願祭だけでなく、奉納コンサートなどのアトラクションも開催される。平成29年（2017年）から神明宵の市が同時開催されるようになった。

### 秋季例大祭
最も重要とされている祭典で、9月15日に行われる。多くの氏子が参詣し、神社本庁から献幣使を迎えて、古式で執り行われる。祭典後、拝殿において巫女舞、神楽殿において里神楽が奉納される。里神楽は、川越藩の神楽師として活躍していた前田筑前の社中に伝わった竹間澤神楽である。式三番で幕をあけ、夜遅くまで芸術性の高い壮麗なお神楽が奉納される。コロナ感染症対策のため、行われないこともある。

## 祭事一覧
- 元旦熊手市（1月1日）
- 初詣（1月1日）
- #節分祭（2月3日）

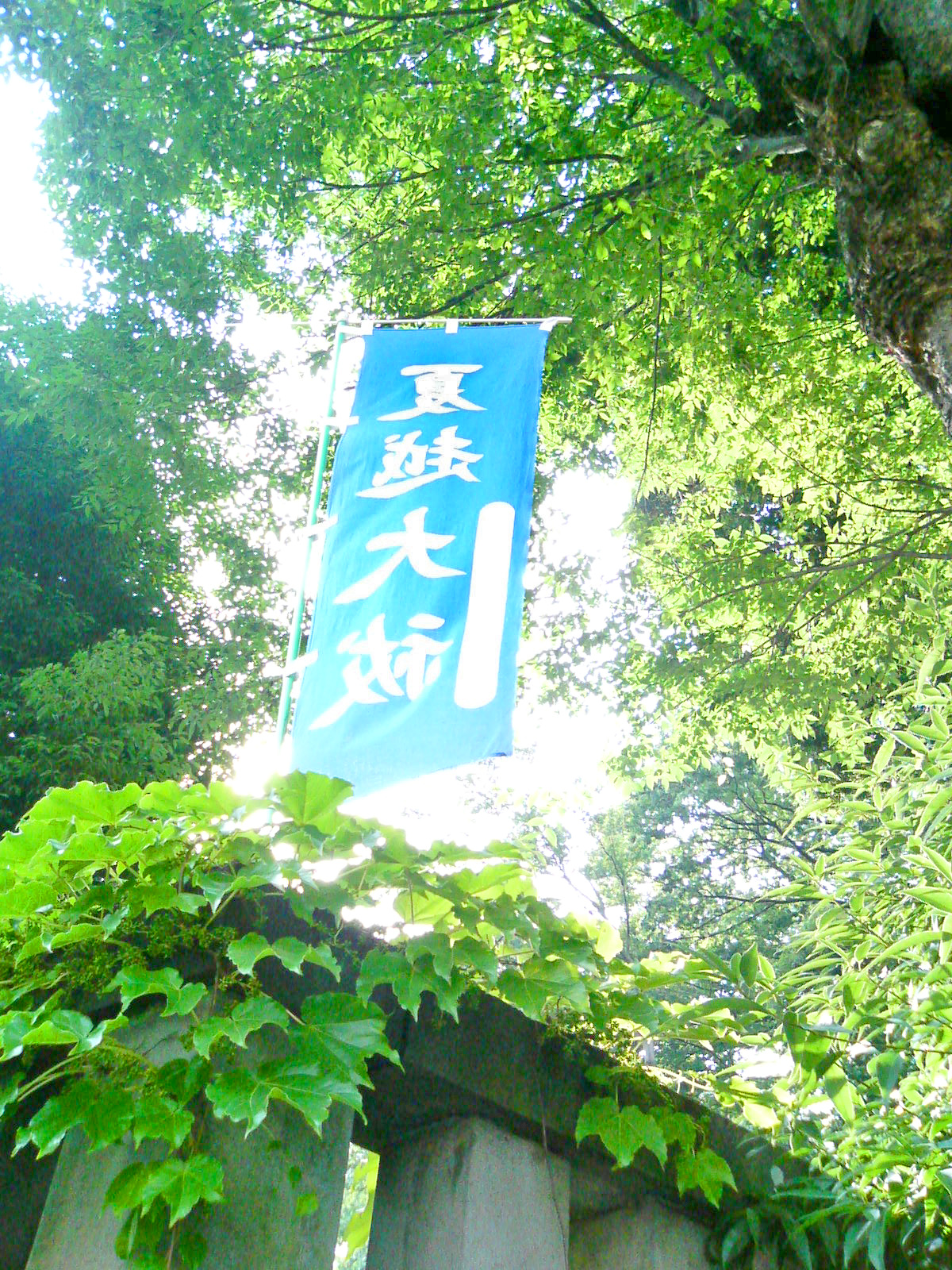
夏越大祓

- 春季中祭（4月21日） - 同時に招魂社の例祭も執り行われる。
- #人形供養祭（6月第1日曜日）
- #夏越の大祓（6月30日）- 心身についた罪穢れ（つみけがれ）を祓い清め、心身ともに清らかな状態で残りの半年を迎えるための神事。
- 風鈴奉納祭（7月、8月）
- #七夕祭（8月7日）
- #秋季例大祭（9月15日） - 神楽殿において、竹間澤里神楽や巫女舞が奉納される
- 山車安全祈願祭（10月）- 「ところざわまつり」で引き廻す山車の安全祈願をおこなう。所沢市内各町の山車が境内一同に集まり、おはやしの奉納をする。
- 七五三（11月15日）
- 新嘗祭（11月23日）
- 冬至祭（12月冬至）- この日から、一年間御祀りしていた御札やお守り、縁起物の御焚き上げが始まる。
- おかまじめ（冬至〜12月30日） - 神棚、台所に奉られているお札などを取り替え、新年に新しい神様をお迎えする準備をする。
- 年越しの大祓（12月31日）

## 現地情報
所在地
- 埼玉県所沢市宮本町一丁目2-4

交通アクセス
- 鉄道
  - 西武新宿線 航空公園駅 西口（徒歩約8分）
  - 西武新宿線、西武池袋線 所沢駅 西口（徒歩約15分）
  - 西武池袋線 西所沢駅（徒歩約15分）
- 車
  - 国道463号（浦和所沢バイパス）「明峰小学校入口」交差点を南に曲がって1分未満。
  - 最寄りIC：関越自動車道 所沢IC

## 参考資料
- 江戸末期の所沢（絵図）に描かれた所澤神明社